# Association des écrivains sportifs
L'Association des Écrivains Sportifs (AES) a été créée en 1931 par Tristan Bernard. Elle a pour objet de promouvoir le sport dans toute sa dimension culturelle et éducative à travers la littérature et toutes autres formes de médias.

## Présentation
L'Association des écrivains sportifs, fondée le 17 juillet 1931 par l’écrivain Tristan Bernard, confirmée le 19 novembre 1948, a pour objet de promouvoir le sport dans toute sa dimension culturelle et éducative à travers la littérature et toutes autres formes de médias. Elle s'attache à soutenir et à développer toutes les activités intellectuelles au sein du monde du sport. Elle s'efforce également de favoriser une solidarité entre les écrivains passionnés de sport.
L'Association décerne chaque année des prix. Les ouvrages en compétition doivent être de langue française et édités dans l'année.
Outre les récompenses qu'elle attribue, l'Association participe à toutes les manifestations culturelles ou sportives répondant à sa vocation.
Elle organise des manifestations, des réunions sportives ou culturelles qui rassemblent journalistes, artistes et écrivains.
Fidèle à sa vocation, l'Association s'interdit toute ingérence politique, philosophique ou religieuse. Elle garde son indépendance d'esprit et d'action sans dévier de son but : le perfectionnement humain à travers l'idéal sportif.

### Histoire

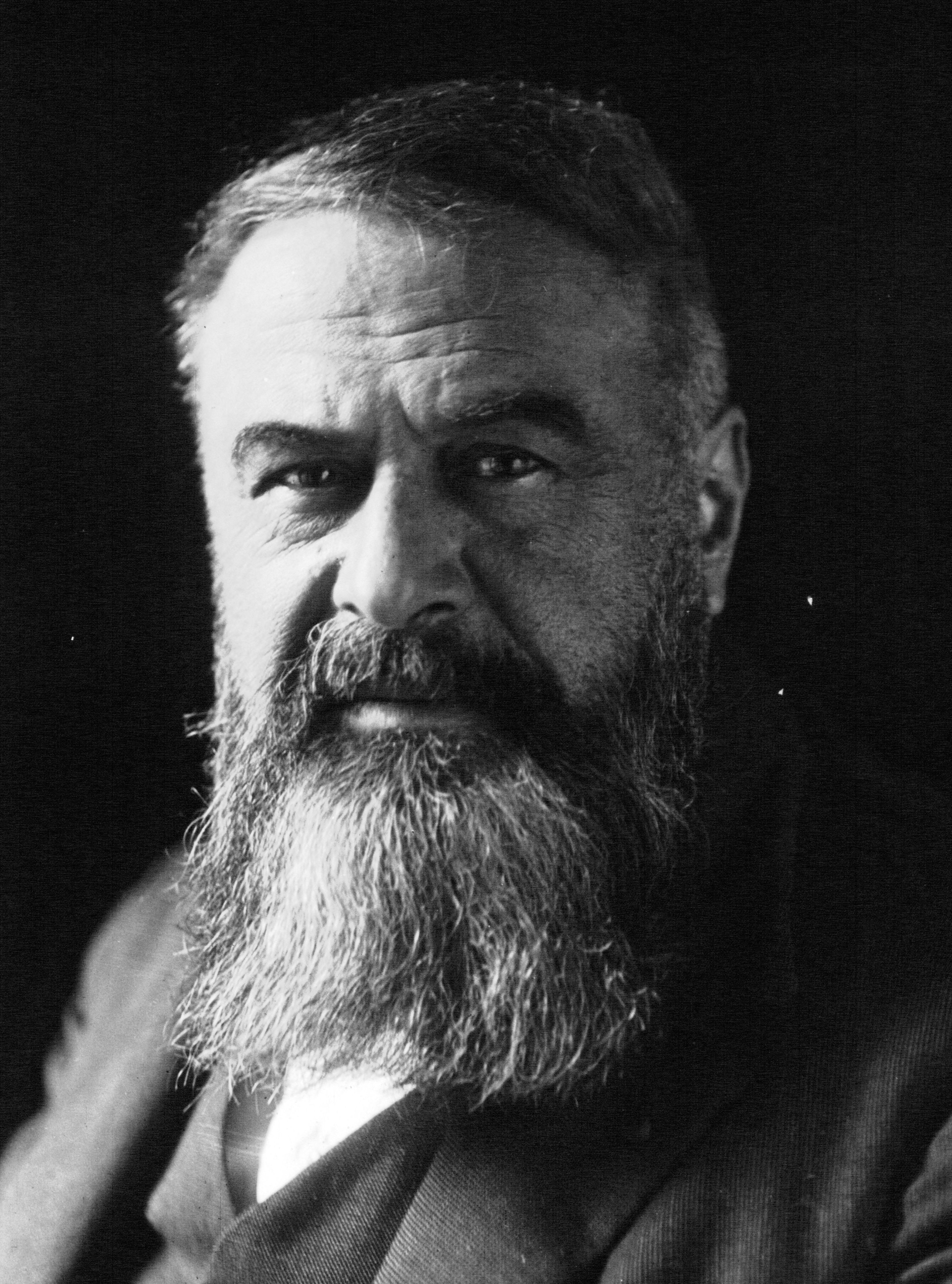
Tristan Bernard, ici en 1923, est le créateur de l'association.

L'Association des écrivains sportifs est officialisée sous ce nom le 17 juillet 1931 : elle succède au « Plume Palette Club », lui-même créé en 1919. Tristan Bernard est le créateur de cette nouvelle association. À ses yeux, le sport et la littérature n’ont rien de contradictoire. Entre eux, existent au contraire des passerelles que la petite société qu'il a mise en place entend lancer et favoriser. La guerre freine quelque peu son élan et ce n'est qu'en 1948 que l'AES est enregistrée au Journal officiel.
Jean Giraudoux, écrivain confirmé et sprinter dilettante, a participé à l'envol de l'AES, sous la présidence de Tristan Bernard. Par la suite, la présidence a été assurée par Marcel Berger, Paul Vialar, Bernard Destremeau, Monique Berlioux, Benoît Heimermann et désormais Thomas Bauer. Ensemble, ces hommes et femmes ont perpétué l'idée première en distinguant, en particulier, une kyrielle d'écrivains prestigieux (Frison-Roche, Gibeau, Nucéra, Lalanne, Tillinac, Fournel, Echenoz, Hatzfeld, Chambaz, Toussaint, Duluc ou Fremaux).

### Présidents successifs
- 1931-1947 : Tristan Bernard
- 1947-1959 : Marcel Berger
- 1959-1985 : Paul Vialar
- 1985-2002 : Bernard Destremeau
- 2002-2006 : Monique Berlioux
- 2006-2017 : Benoît Heimermann
- Depuis 2017 : Thomas Bauer

## Prix

### Grand Prix Sport et Littérature
Créé en 1942, il couronne un ouvrage, individuel ou collectif, écrit en langue française. Par ses qualités littéraires avant tout, son authenticité, son originalité, il doit contribuer à la reconnaissance, à la popularité et au renom du sport. Il est doté par le Ministère des Sports.
- 1942 : Gilbert Prouteau, Rythme du stade - Lugdunum
- 1943 : Roger Frison Roche, Premier de cordée - Arthaud
- 1949 : Jean Claude d’Ahetze, En roue libre - Édition des Douze
- 1950 : Georges Couze, Dans la roue - Édition Sepe
- 1950 : Émile Lefranc, Le Prof’ de gym - Segep
- 1951 : Paul Mousset, Physiologie du golf - Sulliver
- 1952 : Georges Magnane, La trêve olympique - Albin Michel
- 1953 : Dr Paul Martin, Au 1/10e de seconde : souvenirs olympiques - Éditions Pierre Cailler
- 1954 : Jean-André Grégoire, L’aventure automobile - Flammarion
- 1955 : Gilbert Doukan, Face aux requins de la mer Rouge - Julliard
- 1956 : Jules Ladoumègue, Dans ma foulée - Amiot Dumont
- 1957 : Yves Gibeau, La ligne droite - Claman-Lévy
- 1958 : Guy Belzacq, Les guides ont leurs étoiles - Aubanel
- 1959 : Denis Lalanne, Le grand combat du Quinze de France - La Table ronde
- 1960 : Michèle Savary, Race de la rigueur - Albin Michel
- 1961 : Jean-Claude Baudot, Jacques Séguéla, La Terre en rond - Flammarion
- 1962 : Robert Marchand, Le ciel n’a pas de toit - Berger-Levrault
- 1963 : Gabriel Voisin, Nos étonnantes chasses - La Table ronde
- 1964 : Pierre-Marie Bourdeaux, Le Roulier de la mer - Arthaud
- 1965 : Joseph Meiffret, Mes rendez-vous avec la mort - Flammarion
- 1966 : Marie-Thérèse Eyquem, Pierre de Coubertin : L’épopée olympique - Calmann Lévy
- 1967 : Bernard Moitessier, Cap Horn à la voile, 14 000 miles sans escale - Arthaud
- 1968 : Pierre Frayssinet, Le sport parmi les Beaux-Arts - Dargaud
- 1969 : Pierre Moustiers, La paroi - Gallimard
- 1970 : Michel Boutron, La grande fête du sport - André Bonne
- 1971 : Georges Pastre, Les capes du matin - Midi olympique
- 1972 : Pierre Chany, La fabuleuse histoire du Tour de France - Editions de la Martinière
- 1973 : Guy Lagorce, Robert Parienté, La fabuleuse histoire des Jeux olympiques - Odil
- 1974 : Georges Sonnier, Le combat singulier - Albin Michel
- 1975 : Pierre Charvel, La Transasiatique - Chiron
- 1976 : Évelyne Coquet, Le bonheur à cheval - Robert Laffont
- 1977 : Christian Quidet, La fabuleuse histoire du tennis - Odil
- 1978 : Gaston Meyer, Les tribulations d’un journaliste sportif - Simoen
- 1979 : Jean-François Ballereau, Cavalier dans l’ouest - Flammarion
- 1980 : Christian Zuccarelli, L’ascension sur la mer - Flammarion
- 1981 : Joëlle Ilous, Philippe Hayat, Paris-Dakar - Gazelle - Arthaud
- 1982 : Françoise et Serge Laget, Jean-Paul Mazot, Le grand livre du sport féminin - FMT éditions
- 1983 : Gilles Lambert, La légende des mousquetaires - Presses De La Cité
- 1984 : Marcel Hansenne, Du sport plein la tête - Flammarion
- 1985 : Yves Ballu, Les alpinistes - Arthaud
- 1986 : Henri Garcia, La fabuleuse histoire du rugby - Odil
- 1987 : Louis Nucera, Mes rayons de soleil - Grasset
- 1988 : Madeleine Griselin, Huit femmes pour un pôle - Albin Michel
- 1989 : Paul Fournel, Les athlètes dans leur tête - Ramsay
- 1990 : Christian Montaignac, De la belle aube au triste soir - Jean-Claude Lattès
- 1991 : Alexis Philonenko, Histoire de la boxe - Critérion
- 1992 : Jean Durry, Le grand livre du sport - Nathan
- 1993 : Denis Tillinac, Rugby blues - La Table Ronde
- 1994 : Christian Laborde, L’ange qui aimait la pluie - Albin Michel
- 1995 : L’Équipe, L’Équipe 50 ans du sport : 1946 - 1995 - Nathan
- 1996 : Alain Monestier, Les conquérants de l’Olympe - Éditions Pierre Bellemare (Albin Michel)
- 1997 : Éric Lahmy, Jean-Claude Perrin, un entraîneur en or - Amphora
- 1998 : Vladimir Dimitrijevic, La vie est un ballon rond - Éditions de Fallois
- 1999 : Philippe Guillard, Petits bruits de couloir - La Table Ronde
- 2000 : Stefano Ardito, Les grandes aventures de l’alpinisme - Glénat
- 2001 : Jean-Louis Crimon, Verlaine avant-centre - Le Castor astral
- 2002 : Benoît Heimermann, Tabarly - Grasset
- 2003 : Jean Bobet, Lapize, celui-là était un as - La Table Ronde
- 2004 : Jacques Gamblin, Entre courir et voler, il n’y a qu’un pas papa - Le Dilletante
- 2005 : Jacques Augendre, Antoine Blondin : Un singe en été - Editions L’Équipe
- 2006 : Dominique Paganelli, Libre arbitre - Actes Sud
- 2007 : Philippe Brunel, Vie et mort de Pantani - Grasset
- 2008 : Jean Echenoz, Courir - Éditions de Minuit
- 2009 : Jean-Noël Blanc, Le nez à la fenêtre - Editions Joëlle Losfeld
- 2010 : Bruno Heckmann, Un footballeur - Belfond
- 2011 : Jean Hatzfeld, Où en est la nuit - Gallimard
- 2012 : Tristan Garcia, En l'absence de classement final - Gallimard
- 2013 : Alban Lefranc, Le ring invisible - Verticales / Gallimard
- 2014 : Bernard Chambaz, Dernières nouvelles du martin-pêcheur - Flammarion
- 2015 : Jean-Philippe Toussaint, Football - Editions de Minuit
- 2016 : Vincent Duluc, Un printemps 76 - Stock
- 2017 : Élie Robert Nicoud, Scènes de boxe - Stock
- 2018 : Guy Boley, Quand Dieu boxait en amateur - Grasset
- 2019 : Emmanuel Ruben, Sur la route du Danube - Éditions Rivages
- 2020 : Alain Freudiger, Le mauvais génie - Editions de la Baconnière
- 2021 : Thierry Frémaux, Judoka - Stock
- 2022 : Fred Poulet, 21 virages - En exergue
- 2023 : Pierre Assouline, La nageur - Gallimard

### Prix Étranger Sport et Littérature
Créé en 2013, il couronne un ouvrage, individuel ou collectif, écrit en langue étrangère et publié en langue française. Par ses qualités littéraires avant tout, son authenticité, son originalité, il doit contribuer à la reconnaissance, à la popularité et au renom du sport. Il est doté par l’Association des Ecrivains Sportifs.
- 2013 : Joyce Carol Oates, De la boxe – Editions Tristram
- 2014 : Daniel James Brown, Ils étaient un seul homme – Librairie Vuibert
- 2015 : Max de Carvalho, Poésie du football brésilien – Editions Chandeigne
- 2016 : Gigi Riva, Le Dernier Penalty - Le Seuil
- 2017 : William Finnegan, Jours Barbares - Éditions du Sous-Sol
- 2018 : non-attribué
- 2019 : W. C. Heinz, Ce que cela coûte - Éditions Monsieur Toussaint-Louverture (Co-traducteurs : Emmanuelle et Philippe Aronson)

### Prix du Beau livre
Créé en 1991, le prix du Beau livre (prix Lacoste) récompense un ouvrage illustré par les documents les plus originaux. Par la qualité des images mais aussi des textes, il contribue à la beauté et à la grandeur du sport. Ce prix est doté par la Société Lacoste.
- 1991 : Gilles Delamarre, Roland-Garros – Du May
- 1992 : Henri Charpentier, La Grande Histoire des médaillés olympiques français – Robert Laffont
- 1993 : Jacques Augendre, Vive le Tour – Scanéditions
- 1994 (a) : Philippe Fages, Gilles Delamarre,  Objets de Roland-Garros – Du May
- 1994 (b) : Ginette Haÿ, Georges Carpentier – Gauheria
- 1995 : Gérard Vandystadt,  Lettres photographiques – Vandystadt
- 1996 : Yves Ballu,  Gaston Rébuffat – Hoëbeke
- 1997 : Claude Droussent,  Encyclopédie de la boxe – Éditions du sport
- 1998 : Franco Cuaz, Maurice Garin – Éditions Musumeci
- 1999 (a) : Georges Jeanneau, Le Golf en France – Atlantica
- 1999 (b) : CharlÉlie Couture,  Beaux gestes – Éditions le Pré aux Clercs
- 2000 : Georges Vigarello, Passion Sport – Éditions Textuel
- 2001 : Collectif,  Roland Garros 2001 – Éditions FFT
- 2002 : Gérard Bosc, Une histoire du basket français – Éditions FFB
- 2003 : Pascal Grégoire-Boutreau, Au bonheur des filles - Éditions des Cahiers intempestifs
- 2004 : Philippe Bordas, L’Afrique à poings nus – Le Seuil
- 2005 (a) : Pierre Mathiote, Jean-Marc Mouchet, À quoi pensent les marathoniens ? – Editions Gresso
- 2005 (b) : Jean-Jacques Bompard, Encyclopédie du ski – Editions Hermé
- 2006 : Bernard et Paul-Henri Cahier, Xavier Chimits, Pilotes légendaires de la Formule 1 – Editions Tana
- 2007 – Collectif,  Belles d’un jour – Editions de L’Equipe
- 2008 : Bernard Morlino, Portraits légendaires du football – Ed. Tana
- 2009 : Jean-Michel Linfort, Le Grand livre du Tour de France - Ed. Cheminements
- 2010 : Jean Lovera, Tennis – Glénat
- 2011 (a) : Jacques Verdier, Rugby d’autrefois – Flammarion
- 2011 (b) : Jean-Christophe Collin, La Confrérie des Gros – Ed. L’Equipe
- 2012 : Didier Braun, Mon Armoire à maillots – Ed. L’Equipe
- 2013 : Jacqueline Cevert-Beltoise et Johnny Rives, « François Cevert, pilote de légende » – Ed. L’Autodrome
- 2014 : Gérard de Cortanze, « La Légende des 24 Heures du Mans » – Editions Albin Michel
- 2015 : Pascal Paillardet, « Les Saigneurs du sport » – Ed. Huginn et Muninn
- 2016 : Philippe Cazaban et Daniel Champsaur, Géant - Éditions Chroniques
- 2017 : Christian-Louis Eclimont, Catch, l’Âge d’or, Ed. Huginn et Muninn
- 2018 : Patrick Diquet et Christophe Meunier, Georges Demeny, les origines sportives du cinéma - Somogy/INSEP
- 2019 : Pierre Morat, Free to run : courir pour être libre - Hugo Sport
- 2022 : Antoine Declercq, La Bible de la lose du sport français - Marabout
- 2023 : Bernard Maccario, Les Olympiades féminines de Monte-Carlo - Gilletta

### Prix du Document sportif
Créé en 2005, le Prix du Document Sportif (Prix du CNOSF) couronne un ouvrage d’analyse ou de réflexion, une recherche historique ou sociologique, propre à faire progresser la connaissance et la compréhension du phénomène sportif. Ce Prix est doté par le Comité national olympique et sportif français (CNOSF).
- 2005 : Henri Taverner, L’Ariège cycliste – Le Pas d’oiseau
- 2006 : Claude-Louis Gallien, 100 ans de Puc – Atlantica
- 2007 : Philippe Tétart (sous la direction de), Histoire du sport en France – Vuibert
- 2008 : Jacques Seray, Pierre Giffard – Le Pas d’oiseau
- 2009 : Henri Charpentier, Il y a 100 ans, Louis Blériot – Atlantica
- 2010 : Noël Tamini, Les Géants de la course à pied – Edior
- 2011 : Benjamin Pichery, François L’Yonnet, Regards sur le sport - Le Pommier – INSEP
- 2012 : Michel Merckel, 14-18, le sport sort des tranchées – Le Pas d’oiseau
- 2013 : Desports, revue trimestrielle – Editions du sous-Sol
- 2014 : Pierre-Etienne Minonzio, « Petit Manuel musical du football » – Editions Le Mot et le Reste
- 2015 : Jean-Paul Vespini, « Gino le Juste » - Le Pas d’Oiseau
- 2016 : Laurent Lasne, « Pier Paulo Pasolini, le geste d’un rebelle » - Éditions Le Tiers Livre
- 2017 : Laurent Turcot, Sports et loisirs - Éditions Folio-Gallimard
- 2018 : Paul Dietschy, Le Sport et la Grande Guerre - Editions Chistera
- 2019 : Gilles Bornais, Le Nageur et ses démons - Éditions François Bourin
- 2020 : (non attribué)
- 2021 : Stéphane Hadjeras, Georges Carpentier, l'incroyable destin d'un boxeur devenu star - Nouveau Monde éditions
- 2022 : François da Rocha Carneiro, Une histoire de France en crampons - Éditions du Détour
- 2023 : Loïc Wacquant, Voyage au pays des boxeurs - Éditions La Découverte

### Prix de technique et de pédagogie sportives
Le Prix de technique et de pédagogie sportives (Prix Marie-Thérèse Eyquem) a été créé en 1985. Il récompense un ouvrage, illustré ou non, apportant une contribution importante au développement d’une spécialité sportive ou du sport en général par l’enrichissement de son potentiel éducatif. Ce prix est doté par le Ministère des Sports.
- 1985 (a) : Roger Bambuck, Carnet sportif du collégien – Magnard
- 1985 (b) : Claude Dubois, Jean-Pierre Robin, Natation – Revue EPS
- 1986 (a) : Élizabeth Chêne, Christian Lamouche, Dominique Petit, Volley-ball – Revue EPS
- 1986 (b) : Gérard Castan, Volley-ball – Robert Laffont.
- 1987 (a) : Dr Christian Mandel, Le guide du jeune sportif – Édition Carrère
- 1987 (b) : Jacques Personne, Aucune médaille ne vaut la santé d’un enfant – Édition Denoël
- 1988 : Georges Vigarello, Une histoire culturelle du sport – Robert Laffont
- 1989 (a) : Alain Billouin, Philippe Pélissier, Patinage – Robert Laffont
- 1989 (b) : Jean-Yves Le Guillou, Nouvelle équitation – Lavauzelle
- 1990 : Patrick Seners, L’enseignement de l’athlétisme en milieu scolaire – Vigot
- 1991 : Pierre Villepreux, Le rugby – Denoël
- 1992 : Jacques Mariot, Handball – Revue EPS
- 1993 : Jean-Pierre Allaux, La pelote basque – J. et D. Éditions
- 1994 : Pierre Durand, Propos débridés sur le cheval – Robert Laffont
- 1995 : Jacques Piasenta, Apprendre à observer – Insep Publications
- 1996 : Bruno Grelon, L’entraînement en athlétisme – de Vecchi
- 1997 : Frédéric Jaillant, Les dictées du foot – Hatier
- 1998 : Serge Guérin, Copain des sports – Milan
- 1999 : Frédéric Delavier, Guide des mouvements de musculation – Vigot
- 2000 : Gabrielle et Roland Habersetzer, Encyclopédie des arts martiaux – Amphora
- 2001 : Marc Guérin, Le dopage dans le sport, une aliénation pour l’homme – Éditions FFO
- 2002 : Serge Testevuide, L’escalade en situation – Revue EPS
- 2003 : Pierre Péré, Rebot passion – Atlantica
- 2004 : Michel Pradet, Alain Soler, L’athlétisme en situation – Revue EPS
- 2005 : Jacques Rousseau, Éric Nicolier, Les fondamentaux du tir à l’arc – Editions Amphora
- 2006 : Philippe Viol, Water-polo – Editions Atlantica
- 2007 : Frédéric Aubert, Thierry Choffin, Athlétisme 3. Les courses- Editions EPS
- 2008 : Lou Tarr, Marion Devaux, Le fabuleux voyage de Lola – Editions EPS
- 2009 : Raymond Catteau, La natation de demain – Atlantica – Les Cahiers du sport populaire.
- 2010 - Collectif, Sport, quand les musées font équipe – Ed. Somogy
- 2011 : Quitterie Lanta, Muriel Hequet, Vincent Lemaître, La Récré des cavaliers – Amphora
- 2012 : Brigitte Coppin, Eric Habourdin, Lou Tarr, Le Grand Défi, Coffret Les Défis coopétitifs – Editions EPS
- 2013 : Serge Collinet, « Rugby, Techniques et Skills. Formation du joueur débutant au joueur confirmé » – Editions Amphora
- 2014 : Laurence Grard-Guénard, « Les Fondamentaux de l’attelage » – Editions Amphora

### Prix de la carrière
Créé en 2000, Le Prix de la carrière (Prix Louis-Nucera) récompense une femme ou un homme qui, tout au long de sa carrière, par ses écrits ou par ses travaux, a apporté une contribution importante au sport, à sa diffusion et son retentissement. Ce prix est doté par l’Association des Écrivains Sportifs.
- 2000 : Pascal Sergent
- 2001 : Éric Fottorino
- 2002 : La revue Vélo Star
- 2003 : Georges de Caunes
- 2003 : Jacques Marchand
- 2004 : Raymond Pointu
- 2005 : Richard Alix
- 2006 : Jacques Ferran
- 2007 : Michel Clare
- 2007 : Renaud de Laborderie
- 2008 : Pierre Albaladejo
- 2009 : Gilbert Prouteau
- 2010 : Charles Biétry
- 2011 : Henri Garcia
- 2012 : Pierre Cangioni
- 2013 : Pierre-Louis Basse
- 2014 : Eugène Saccomano
- 2015 : Didier Roustan
- 2016 : Alain Billouin & Henri Sannier

### Prix du commentateur sportif
Créé en 1999, le Prix du commentateur sportif (Prix Bernard-Destremau) récompense un journaliste des médias audiovisuels dont les compétences et les jugements sont appréciés et qui, dans ses interventions sur le sport, s’est efforcé de respecter les règles de la langue française. Ce prix est doté par la famille Destremau.
- 1999 : Jean-Paul Brouchon
- 2000 : Lionel Rosso
- 2001 : Jacques Vendroux
- 2002 : Corinne Boulloud
- 2003 : Céline Géraud
- 2004 : Éric Bayle
- 2005 : Pierre-Louis Castelli
- 2006 : Christophe Pacaud
- 2007 : Philippe Doucet
- 2008 : Alexandre Boyon
- 2009 : Roxana Maracineanu
- 2010 : Laurent Luyat
- 2011 : Jacques Monclar
- 2012 : Stéphane Guy
- 2013 : Christian Ollivier
- 2014 : Pascal Praud
- 2015 : George Eddy
- 2016 : Jean-Luc Arribart
- 2017 : Olivier Ménard
- 2018 : Stéphane Diagana
- 2019 : Jacky Durand

### Prix Pierre-de-Coubertin
Créé en 1964, attribué tous les quatre ans à l’occasion des Jeux Olympiques d’été, il couronne une femme ou un homme dont l’œuvre littéraire ou artistique, l’action sociale ou politique a servi l’esprit olympique. Ce Prix est doté par le Ministère des Sports.
- 1964 : André Dunoyer de Segonzac
- 1968 : André Obey
- 1976 : Cdt Jacques-Yves Cousteau
- 1988 : Antoine Blondin
- 1992 : Micheline Ostermeyer
- 1996 : Jean Cardot
- 2000 : Pierre-Yves Boulongne
- 2004 : Alain Danet
- 2008 : Roger Taillibert
- 2012 : Marie-George Buffet
- 2016 : Tony Estanguet
- 2020 : Albert II, Prince de Monaco

### Équipe de France de Football des Écrivains
L’Association des Écrivains Sportifs a donné naissance à une équipe de France de Football des écrivains, officiellement reconnue par la Fédération Française de Football. Cette entité mise sur pied en France en 2015 est une évidence dans d’autres pays depuis de nombreuses années (en Allemagne, en Autriche, en Pologne, en Italie et en Grande Bretagne en particulier). Cette sélection a déjà réalisé de nombreux matchs en France comme à l'étranger. 